# Мелоди (испанская певица)
Ме́лоди (исп. Melody, наст. имя: Мелоди́а Руи́с Гутье́ррес, род. 12 октября 1990 в провинции Севилья) — испанская поп-певица. Представительница Испании на конкурсе песни «Евровидение-2025» с песней «Esa diva».

## Биография
Мелоди любила петь и танцевать с раннего детства. Открыл же миру её известный испанский певец El Fary, который стал её исполнительным продюсером и полностью организовал запись первого альбома. Это он занимался поисками авторов песен, музыкальных продюсеров, студии для записи и музыкантов.
Летом 2001 года, когда ей было всего 10 лет, Мелоди выпустила свой первый сингл «El baile del gorila» («Танец гориллы»). С ним она возглавила испанский хит-парад.
Вскоре, тем же летом, вышел её первый альбом «De pata negra». Он стал платиновым в Соединённых Штатах Америки и дважды платиновым в Испании.

## Дискография
См. также «Anexo:Discografía de Melody» в Википедии на испанском языке.

### Синглы
| Год  | Название                | Наивысш. позиция | Альбом          |
| Год  | Название                | ES               | Альбом          |
| ---- | ----------------------- | ---------------- | --------------- |
| 2001 | «El baile del gorila»   | 1                | De pata negra   |
| 2001 | «De pata negra»         | 12               | De pata negra   |
| 2001 | «Besos de cristal»      | —                | De pata negra   |
| 2002 | «Muévete»               | 7                | Muévete         |
| 2002 | «De hombro a hombro»    | —                | Muévete         |
| 2003 | «Dabadabadá»            | 9                | T.Q.M.          |
| 2003 | «Será»                  | —                | T.Q.M.          |
| 2003 | «No sé»                 | —                | T.Q.M.          |
| 2004 | «Y ese niño»            | —                | Melodía         |
| 2004 | «La novia es chiquitas» | —                | Melodía         |
| 2008 | «Amante de la luna»     | 48               | Los buenos dias |
| 2008 | «Te digo adiós»         | —                | Los buenos dias |

### Студийные альбомы
| № | Год  | Название               |
| - | ---- | ---------------------- |
| 1 | 2001 | De pata negra          |
| 2 | 2002 | Muévete                |
| 3 | 2003 | T.Q.M.                 |
| 4 | 2004 | Melodía                |
| 5 | 2008 | Los buenos días        |
| 6 | 2012 | Mucho camino por andar |

### Альбомы ремиксов
| Год  | Название           |
| ---- | ------------------ |
| 2002 | Gorila Dance Remix |

### EP
| Год  | Название |
| ---- | -------- |
| 2003 | Melody   |